# Sandra Pešić
Sandra Pešić je bivša hrvatska košarkašica, članica hrvatske košarkaške reprezentacije.

## Karijera
Na MI 2005. u španjolskoj Almeriji osvojila je srebro.
Bila je stručnom suradnicom hrvatske izbornice Linde Antić-Mrdalj na završnom turniru europskog prvenstva 2007. godine.